# Guimarota
Guimarota es una mina de carbón abandonada, situada en Portugal, cerca de la ciudad de Leiría. En ella se encuentran gran cantidad de fósiles de animales y plantas del Jurásico superior (Kimmeridgiense).

## Excavación paleontológica
El yacimiento se excavó por paleontólogos de la Universidad Libre de Berlín en dos fases: la primera, en los años 1960-61; la segunda, desde 1972 hasta el año 1982. En la actualidad la mina se encuentra inundada, y sería muy costoso habilitarla para reanudar los trabajos de paleontología.

## Taxones presentes
Se han encontrado unas 10 000 piezas dentales, 1000 mandíbulas, varios cráneos y dos esqueletos, casi todos ellos pertenecientes a mamíferos (docodontos, multituberculados...). Precisamente este yacimiento es muy importante para el estudio de la evolución de los mamíferos. También aparecen fósiles de plantas, ostrácodos, moluscos, peces, cocodrilos, tortugas, dinosaurios, etc. Los géneros de mamíferos presentes son:
- Orden Docodonta†
  - Género Haldanodon†
- Orden Multituberculata†
  - Género Bathmochoffatia†
  - Género Guimarotodon†
  - Género Henkelodon†
  - Género Kielanodon†
  - Género Kuehneodon†
  - Género Meketibolodon†
  - Género Meketichoffatia†
  - Género Paulchoffatia†
  - Género Plesiochaffatia†
  - Género Proalbionbaatar†
  - Género Pseudobolodon†
  - Género Xenachoffatia†
- Orden Dryolestida†
  - Género Drescheratherium†
  - Género Dryolestes†
  - Género Guimarotodus†
  - Género Henkelotherium†
  - Género Krebsotherium†
- Sublegión Zatheria
  - Género Nanolestes†